# Supercoupe d'Allemagne de football 2022
L'édition 2022 de la Supercoupe d'Allemagne de football est la 22e édition de la Supercoupe d'Allemagne de football et se déroule le 30 juillet 2022 à la Red Bull Arena à Leipzig, Allemagne.
Les règles du match sont les suivantes : la durée de la rencontre est de 90 minutes puis en cas de match nul, une séance de prolongations de 30 minutes mais si le score est toujours nul il y aura une séance de tirs au but pour départager les équipes.
Cinq remplacements sont autorisés pour chaque équipe.
Le match oppose RB Leipzig, vainqueur de la Coupe d'Allemagne 2021-2022, au Bayern Munich , vainqueur de la Bundesliga 2021-2022.

## Feuille de match
| RB Leipzig |

| Bayern Munich |

| RB Leipzig |

| Bayern Munich |

| G                | 1  | Péter Gulácsi      |       |
| D                | 2  | Mohamed Simakan    | 79e   |
| D                | 4  | Willi Orban        |       |
| D                | 23 | Marcel Halstenberg |       |
| M                | 16 | Lukas Klostermann  |       |
| M                | 27 | Konrad Laimer      |       |
| M                | 44 | Kevin Kampl        | 52e   |
| M                | 39 | Benjamin Henrichs  |       |
| M                | 17 | Dominik Szoboszlai | 90+1e |
| A                | 10 | Emil Forsberg      | 52e   |
| A                | 18 | Christopher Nkunku |       |
| Remplaçants :    |    |                    |       |
| G                | 21 | Janis Blaswich     |       |
| D                | 25 | Sanoussy Ba        |       |
| M                | 7  | Dani Olmo          | 52e   |
| M                | 8  | Amadou Haidara     | 90+1e |
| M                | 24 | Xaver Schlager     |       |
| M                | 38 | Hugo Novoa         | 78e   |
| A                | 19 | André Silva        | 52e   |
| Entraîneur :     |    |                    |       |
| Domenico Tedesco |    |                    |       |

| G                 | 1  | Manuel Neuer      |     |
| D                 | 5  | Benjamin Pavard   | 78e |
| D                 | 2  | Dayot Upamecano   | 78e |
| D                 | 21 | Lucas Hernandez   |     |
| D                 | 19 | Alphonso Davies   |     |
| M                 | 6  | Joshua Kimmich    |     |
| M                 | 18 | Marcel Sabitzer   |     |
| M                 | 25 | Thomas Müller     | 67e |
| M                 | 42 | Jamal Musiala     | 60e |
| A                 | 7  | Serge Gnabry      | 78e |
| A                 | 17 | Sadio Mané        |     |
| Remplaçants :     |    |                   |     |
| G                 | 26 | Sven Ulreich      |     |
| D                 | 4  | Matthijs de Ligt  | 78e |
| D                 | 23 | Tanguy Nianzou    |     |
| D                 | 40 | Noussair Mazraoui | 78e |
| D                 | 44 | Josip Stanišić    |     |
| M                 | 38 | Ryan Gravenberch  | 67e |
| M                 | 10 | Leroy Sané        | 78e |
| M                 | 11 | Kingsley Coman    | 60e |
| A                 | 32 | Joshua Zirkzee    |     |
| Entraîneur :      |    |                   |     |
| Julian Nagelsmann |    |                   |     |